# Deseo
Deseo és una pel·lícula mexicana de l'any 2013 dirigida per Antonio Zavala Kugler. El seu argument es basa en la polèmica obra de teatre La ronda d'Arthur Schnitzler.

## Sinopsi
Francisco és un mariner que viatja a visitar a la seva germana, però en el seu trajecte té una trobada casual amb una prostituta adolescent que és perseguida per uns homes. Posteriorment mostra el dia a dia dels personatges com la senyora, l'actriu i altres que en trajecte de la història totes dues vides són creuades per diferents successos donant-nos uns agradables moments passant per diverses classes socials per a finalment donar-nos un final feliç per a un protagonista i trist per a un altre, aquesta mescla de successos inesperats com a resultat et mantindran atent i en la seva final un amarg final irònic.

## Repartiment
- Christian Bach... La Senyora
- Ari Borovoy... El Noi
- Pedro Damián... El Marit
- Paulina Gaitán... La Nena
- Edith González... L'Actriu
- Lila Downs... La Cantant
- Paola Nuñez... La Joveneta
- Gerardo Taracena... El Mariner
- Leonor Varela... La Noia
- Geraldine Zinat... Noia del club

## Premis
A la 43a edició de les Diosas de Plata Paulina Gaitán va rebre el premi a la millor actriu de quadre.